# Воронок (Брянская область)
Воронок — село в Стародубском районе Брянской области России, административный центр Воронокского сельского поселения. 

## География
Расположен в 26 км к югу от Стародуба, на берегу реки Вороночек.

## История
Основан в 1687 г. как старообрядческая слобода. С 1732 г. – посад, одно из крупнейших старообрядческих поселений Стародубского уезда. Максимальное число жителей зарегистрировано в 1892 г. - 6700.
Крупный ремесленный центр: производство конопляного масла, веревок, щеток, повозок, свечей, иконопись. В посаде проходило ежегодно 3 ярмарки. К середине XIX в. в Воронке действовало несколько щетинных заводов: к 1875 г. была открыта пенькотрепальная (позже канатная) фабрика. На здешних ярмарках производились значительные закупки пеньки. 
В 1925-1929 - центр Воронковской волости. В середине XVIII в. к северу от Воронка возникла слобода Вороночек (Подворонок), в первой половине ХХ в объединена с селом). В 1929-1932 и 1939-1944 в Понуровском районе; в 1944-1957 - центр Воронокского района. Действовали колхоз им. XVII партсъезда, совхоз "Воронокский", артель "Свой труд", промкомбинат, пищекомбинат, маслозавод, кинотеатр, аэропорт.

## Культовые сооружения
В XIX веке в селе было несколько храмов (крупнейшие из них – Богоявленский и Рождества Богородицы; деревянные, закрыты в 1929-1938 годах, не сохранились). 
В 2005 году в Воронке освящена каменная Церковь Рождества Пресвятой Богородицы.

## Население
| 1892 | 2010  | 2013  |
| ---- | ----- | ----- |
| 6700 | ↘1139 | ↘1076 |

## Инфраструктура
В настоящее время в селе функционируют: отделение связи, дом культуры, библиотека, средняя общеобразовательная школа, детский сад, несколько магазинов,участковая больница, аптека (совмещает функции аптечного пункта готовых лекарственных средств и постоянно действующей экспозиции старинного аптечного оборудования), ферма "Воронок" Брянской мясной компании (АПХ «Мираторг»).